# Thoughts of No Tomorrow
Thoughts of No Tomorrow è l'album di debutto del gruppo melodic death metal svedese Avatar.

## Tracce
1. Bound to the Wall – 3:27
2. And I Bid You Farewell – 3:24
3. Last One Standing – 3:38
4. War Song – 2:14
5. The Willy – 4:21
6. My Shining Star – 3:43
7. My Lie – 3:50
8. Stranger – 5:50
9. The Skinner – 1:56
10. Sane? – 2:15
11. Slave Hive Meltdown – 5:42

## Formazione
- Johannes Eckerström – voce
- Jonas Jarlsby – chitarra, tastiere, cori
- Simon Andersson – chitarra, cori
- Henrik Sandelin – basso, cori
- John Alfredsson – batteria

## Classifiche
| Classifica (2006) | Posizione massima |
| ----------------- | ----------------- |
| Svezia            | 47                |